# Mixtape

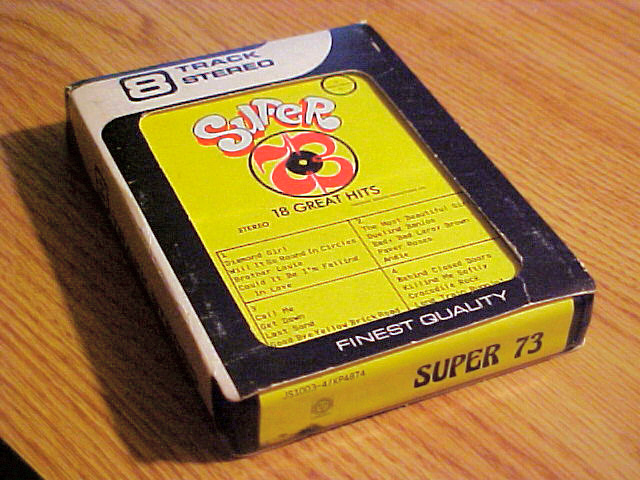
Mixtape Super 73 de 1973 en un cartucho de 8 pistas

Un mixtape es una recopilación de canciones, en las que la letra o el sample pueden ser usados normalmente con derechos de autor y recogidas de otras fuentes, grabadas tradicionalmente en un casete. Las canciones pueden encontrarse de forma secuencial o agrupadas por características comunes como año de publicación, género u otros aspectos más subjetivos. Como consecuencia también han surgido mixtapes de videos.
Los primeros y más comunes mixtapes eran bootlegs en formato de cartucho de ocho pistas, se vendían en mercadillos y gasolineras de carretera desde finales de los años 1960 hasta comienzos de los 80 con nombres como Super 73, Country Chart Toppers o Top Pops 1977. Las recopilaciones con el año en el título solían ser puestas a la venta antes de Navidad o a comienzos de año, consiguiendo buenos resultados de venta.
Con la llegada del audio digital a los consumidores de todo el mundo, la creación y distribución de mixtapes ha evolucionado de formato, los discos compactos o MP3 son los más extendidos, pero el término mixtape sigue siendo utilizado.
Un mixtape suele reflejar los gustos musicales de la persona que la compila, puede variar de un listado aleatorio de canciones favoritas a una recopilación de canciones en torno a un estilo o trasfondo. El ensayista Geoffrey O'Brien ha definido el mixtape personal como la forma de arte más practicada en Estados Unidos. Muchos entusiastas creen que una selección cuidada y ordenada de pistas en una recopilación, puede ser una muestra artística mejor que la suma individual de las canciones, de forma similar que un álbum musical puede ser considerado como algo más que una colección de singles.

## Historia

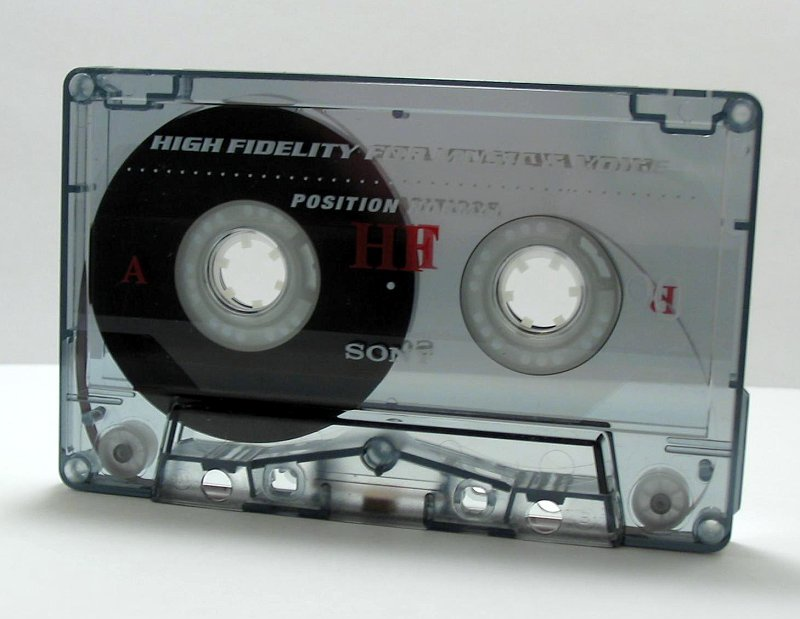
El casete permitió realizar mixtapes caseras a los aficionados de la música.

La realización de mixtapes caseros comenzó a ser común en los años 1980. Aunque el casete (Compact Cassette) fue introducido por la empresa Philips en 1963 en Europa y un año más tarde en Estados Unidos, la calidad del sonido no era suficientemente buena como para ser considerada una alternativa seria para la grabación de música, hasta la llegada de avances tecnológicos como la cinta de cromo u otros metales. Antes de la llegada del casete, la creación de recopilaciones de música pop requería un equipo especializado e incómodo, como un magnetófono de bobina abierta (reel-to-reel tape recorder en inglés) o grabadores de 8 pistas. Material al cual un aficionado de la música no podía tener acceso en la mayoría de los casos.
Las cintas de casete y las grabadoras ganaron popularidad y portabilidad, lo que permitió sustituir los antiguos y caros artefactos por una simple grabadora y diversos casetes que realizaban la misma función de compilación, con el único requisito de estar conectado a una fuente musical como la radio o un reproductor de discos de vinilo. Los cartuchos de 8 pistas fueron el formato más popular para la grabación de música durante los años 1960, debido a que el casete primitivo era sonido monofónico y enfocado a las grabaciones vocales, como el dictado en oficinas. Las mejoras en la calidad y la mayor disponibilidad permitieron finalmente al casete aumentar su importancia en el mercado y convertirse en el formato dominante, lo que provocó la desaparición del cartucho de 8 pistas a principios de los 80. El crecimiento de popularidad de los mixtapes también fue gracias a las mejoras introducidas en los reproductores de los coches y el nacimiento del Walkman de Sony en torno a 1979.

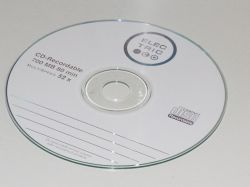
El CD-R es el medio más común para distribuir mezclas hechas en casa en el

Existen diferencias entre el mixtape privado, destinada a una persona en particular o un evento social privado, y el mixtape público, que normalmente es una grabación de un dj en una sala de fiestas que se vende posteriormente. En los años 1970 djs como Grandmaster Flash, Afrika Bambaataa, Kool Herc and the Herculoids, DJ Breakout, Funky Four y DJ Hollywood a menudo distribuían sus actuaciones en diferentes clubs en casetes de audio.
A mediados de los años 80, los mixtapes eran un elemento representativo de la cultura de los jóvenes. El incremento de la disponibilidad de las grabadoras de CD y los reproductores de audio digital, así como la desaparición gradual de los reproductores de casete de los coches y hogares disminuyó la popularidad del casete como medio para las recopilaciones caseras. Desde mediados de los años 1990 se han ido sustituyendo por CD de mezclas y listas de reproducción en MP3, ya que poseen un mayor aguante, más capacidad y requieren menos tiempo de preparación que sus antecesores. Mientras que algunos fanes se mantienen fieles a las cintas de casete, otros coinciden en la mayor conveniencia de los discos compactos por su aumento de posibilidades y accesibilidad al medio, lo que ha provocado un resurgimiento de los clubs especializados en mezclas y el intercambio por correo e internet, así como también la mayor duración, las mezclas continuas y la creatividad en las carátulas de mayor tamaño. Con el nacimiento de internet, han sido multitud las páginas web, sobre todo de música electrónica, las encargadas de distribuir mezclas en audio digital. Estas consisten, normalmente, en grabaciones de sesiones de djs, batallas de mezclas o canciones destinadas a evaluar el nivel de mezcla de los pinchadiscos. También existen programas de radio especializados en las mixtapes, como The Breezeblock y The Solid Steel Show en BBC Radio 1 y The BTTB Show respectivamente. 
Muchos djs como DJ Spooky, Grandmaster Flash, DJ Z-Trip, DJ Shadow, The Avalanches o RJD2 han ganado fama creando nuevas canciones resultantes de la combinación de fragmentos de temas ya existentes, los cuales no son necesariamente del mismo estilo musical. El remix resultante puede ser visto como una evolución del mixtape, donde la unión apropiada de varias canciones puede dar un nuevo significado a la composición. Esta práctica deriva del uso de bucles musicales como fondo para las rimas del MC en el hip hop, relacionado también con el turntablism.

## Mixtapes en el hip hop
El mixtape es cada vez un formato más popular debido a su capacidad de promoción para los artistas de hip hop. A menudo el mixtape es realizado por un mismo artista, hecho que dificulta aún más la diferencia con la definición estándar de álbum musical. Sin embargo un mixtape tiene normalmente un costo de producción menor que un álbum de estudio, contiene numerosas colaboraciones y freestyles. La distribución de estos se suele realizar en las calles, a través de sellos discográficos independientes o por correo postal y como consecuencia aumenta su popularidad gracias a los medios y el boca a boca. Un artista desconocido puede publicar varias mixtapes con el fin de darse a conocer al público e intentar atraer el interés de las discográficas, mientras que un artista conocido puede crear un mixtape para promover la salida al mercado de un futuro álbum.
En el documental Mixtape, Inc. los cineastas intentan mostrar su importancia y como éstas hacen aumentar la popularidad de este género musical. Dichos mixtapes pueden lograr suplir el marketing y la promoción de los sellos musicales. Asociaciones como la RIAA estadounidense, fundada por las mayores discográficas del mundo, clasifica los mixtapes como material bootleg o CD de música pirata.